# Tyndtarm
I biologien er tyndtarmen (latin: intestinum tenue ) den del af fordøjelsessystemet, der ligger mellem maven og tyktarmen (Colon). Hos voksne er den 5-6 m lang. Normalt inddeler man tyndtarmen i tre stykker med de latinske navne: duodenum, jejunum og ileum.

## Tyndtarmens funktion
Tyndtarmen er det sted, hvor næringsstoffer fra føden optages gennem tarmvæggen. Tarmvæggens overflade er særlig stor, fordi den består af mikroskopiske fingerlignende fremspring kaldt villi. Tyndtarmens midterste del (jejunum) er den der udskiller fordøjelsesenzymer, hvilket hjælper med at nedbryde maden man indtager.